# Rapiña (película)
Rapiña, también conocida como Jaula de cobardes, es una película mexicana de 1975, dirigida por Carlos Enrique Taboada. Está protagonizada por Ignacio López Tarso, Germán Robles, Norma Lazareno y Rosenda Montero.

## Argumento
Dos leñadores pobres e ignorantes, Evodio y Porfirio, se ven implicados en un robo que determinará el destino de ambos.
El padre de Porfirio enferma de gravedad, por lo que su hijo no tiene otra opción más que acudir al único médico del pueblo. En su consultorio escucha al médico hablar con el nuevo maestro del pueblo, al cual le advierte sobre la pérdida de tiempo de tratar con la gente del pueblo, ya que es ignorante y bruta, al extremo de asemejarse a animales, y que nunca saldrán del pueblo. Esto provoca que Porfirio se sienta dolido y desee profundamente salir del pueblo, para conocer algo de mundo, y que su hijo nazca en la ciudad. 
El padre de Porfirio se encuentra en su última agonía, por lo que para pagarle la atención médica, tuvo que vender un puerco que le dio su compadre Evodio, debido a la extrema pobreza de ambos leñadores. Sorpresivamente Porfirio es testigos de la caída de un avión en la cima de una sierra, por lo que decide ir a investigar, descubriendo que no hubo sobrevivientes. También se percata del valor de las pertenencias de las víctimas, lo que le resulta ideal para obtener el dinero necesario para salir del pueblo con su mujer embarazada. Entonces regresa a su casa e informa a su mujer y su amigo sobre lo sucedido y el gran botín que allí se encuentra. Esto convence a su amigo, el cual decide acompañerlo en busca del botín antes de que llegue cualquier autoridad. Dos carboneros que se encontraban cerca deciden hacer lo mismo, pero son asesinados por Porfirio para que él y Evodio puedan quedarse con todo el botín.
Al alejarse de la zona deciden vender lo robado, pero llega el ejército y deciden huir. En el camino, para quedarse con todas las ganancias, Porfirio mata a Evodio y a su esposa. Su mujer, al enterarse de lo sucedido, lo abandona, por lo que él decide marcharse, sólo que en su huida se sugiere que es capturado por el ejército.

## Reparto
- Ignacio López Tarso - Porfirio
- Germán Robles - Evodio
- Norma Lazareno - Rita
- Rosenda Monteros - Fina
- Enrique Pontón - el doctor
- Amado Zumaya
- Manuel Donde - tata don Andrés
- Ángel Casarín
- Jesús Gómez Checa - Teófilo
- Héctor Cruz
- José Luis Caro - Mayor
- José Chávez Trowe
- David Estuardo - el maestro
- Raúl Dantes - José